# Мила (покрајина)
Мила (арап. ولاية سطيف), једна је од 48 покрајина у Народној Демократској Републици Алжир. Покрајина се налази у североисточном делу земље у појасу између планинских венца Атласа и Аураса.
Покрајина Мила покрива укупну површину од 9.375 km² и има 768.419 становника (подаци из 2008. године). Највећи град и административни центар покрајине је град Мила.